# 35e cérémonie des Golden Globes
La 35e cérémonie des Golden Globes a eu lieu le 28 janvier 1978, récompensant les films et séries diffusés en 1977 et les professionnels s'étant distingués cette année-là.

## Palmarès
Les lauréats sont indiqués ci-dessous en premier de chaque catégorie et en caractères gras.

### Cinéma

#### Meilleur film dramatique
- Le Tournant de la vie (The Turning Point)
  - Rencontres du troisième type (Close Encounters of the Third Kind)
  - Jamais je ne t'ai promis un jardin de roses (I Never Promised You a Rose Garden)
  - Julia
  - Star Wars, épisode IV : Un nouvel espoir (Star Wars, Episode IV: A New Hope)

#### Meilleur film musical ou comédie
- Adieu, je reste (The Goodbye Girl)
  - Annie Hall
  - Le Grand Frisson (High Anxiety)
  - New York, New York
  - La Fièvre du samedi soir (Saturday Night Fever)

#### Meilleur réalisateur
- Herbert Ross pour Le Tournant de la vie (The Turning Point)
  - Fred Zinnemann pour Julia
  - Steven Spielberg pour Rencontres du troisième type (Close Encounters of the Third Kind)
  - Woody Allen pour Annie Hall
  - George Lucas pour Star Wars, épisode IV : Un nouvel espoir (Star Wars, Episode IV: A New Hope)

#### Meilleur acteur dans un film dramatique
- Richard Burton pour le rôle de Martin Dysart dans Equus
  - Marcello Mastroianni pour le rôle de Gabriele dans Une journée particulière (Una giornata particolare)
  - Al Pacino pour le rôle de Bobby Deerfield dans Bobby Deerfield
  - Gregory Peck pour le rôle de Douglas MacArthur dans MacArthur, le général rebelle (MacArthur)
  - Henry Winkler pour le rôle de Jack Dunne dans Héros (Heroes)

#### Meilleure actrice dans un film dramatique
- Jane Fonda pour le rôle de Lillian Hellman dans Julia
  - Anne Bancroft pour le rôle d'Emma Jacklin dans Le Tournant de la vie (The Turning Point)
  - Diane Keaton pour le rôle de Theresa Dunn dans À la recherche de Mister Goodbar (Looking for Mr. Goodbar)
  - Kathleen Quinlan pour le rôle de Deborah Blake dans Jamais je ne t'ai promis un jardin de roses (I Never Promised You a Rose Garden)
  - Gena Rowlands pour le rôle de Myrtle Gordon dans Opening Night

#### Meilleur acteur dans un film musical ou une comédie
- Richard Dreyfuss pour le rôle d'Elliot Garfield dans Adieu, je reste (The Goodbye Girl)
  - Woody Allen pour le rôle d'Alvy Singer dans Annie Hall
  - Mel Brooks pour le rôle du Dr Richard H. Thorndyke dans Le Grand Frisson (High Anxiety)
  - Robert De Niro pour le rôle de Jimmy Doyle dans New York, New York
  - John Travolta pour le rôle de Tony Manero dans La Fièvre du samedi soir (Saturday Night Fever)

#### Meilleure actrice dans un film musical ou une comédie
(ex æquo)
- Diane Keaton pour le rôle d'Annie Hall dans Annie Hall
- Marsha Mason pour le rôle de Paula McFadden dans Adieu, je reste (The Goodbye Girl)
  - Sally Field pour le rôle de Carrie dans Cours après moi shérif (Smokey and the Bandit)
  - Liza Minnelli pour le rôle de Francine Evans dans New York, New York
  - Lily Tomlin pour le rôle de Margo dans Le chat connaît l'assassin (The Late Show)

#### Meilleur acteur dans un second rôle
- Peter Firth pour le rôle d'Alan Strang dans Equus
  - Mikhail Baryshnikov pour le rôle de Yuri Kopeikine dans Le Tournant de la vie (The Turning Point)
  - Alec Guinness pour le rôle d'Obi-Wan Kenobi dans Star Wars, épisode IV : Un nouvel espoir (Star Wars, Episode IV: A New Hope)
  - Jason Robards pour le rôle de Dashiell Hammett dans Julia
  - Maximilian Schell pour le rôle de Johann dans Julia

#### Meilleure actrice dans un second rôle
- Vanessa Redgrave pour le rôle de Julia dans Julia
  - Ann-Margret pour le rôle de Lady Booby 'Belle' dans Joseph Andrews
  - Joan Blondell pour le rôle de Sarah Goode dans Opening Night
  - Leslie Browne pour le rôle d'Emilia Rodgers dans Le Tournant de la vie (The Turning Point)
  - Quinn Cummings pour le rôle de Lucy McFadden dans Adieu, je reste (The Goodbye Girl)
  - Lilia Skala pour le rôle de Rosa dans Roseland

#### Meilleur scénario
- Adieu, je reste (The Goodbye Girl) – Neil Simon
  - Annie Hall – Woody Allen et Marshall Brickman
  - Rencontres du troisième type (Close Encounters of the Third Kind) – Steven Spielberg
  - Le Tournant de la vie (The Turning Point) – Arthur Laurents
  - Julia – Alvin Sargent

#### Meilleure chanson originale
- "You Light Up My Life" interprétée par Kacey Cisyk – Un petit mélo dans la tête (You Light Up My Life)
  - "Down, Deep Inside" interprétée par Donna Summer – Les Grands Fonds (The Deep)
  - "Nobody Does It Better" interprétée par Carly Simon – L'Espion qui m'aimait (The Spy Who Loved Me)
  - "New York, New York" interprétées par Liza Minnelli – New York, New York
  - "How Deep Is Your Love" interprétées par The Bee Gees – La Fièvre du samedi soir (Saturday Night Fever)

#### Meilleure musique de film
- Star Wars, épisode IV : Un nouvel espoir (Star Wars, Episode IV: A New Hope)  – John Williams
  - L'Espion qui m'aimait (The Spy Who Loved Me) – Marvin Hamlisch
  - Peter et Elliott le dragon (Pete's Dragon)  – Joel Hirschhorn
  - Rencontres du troisième type (Close Encounters of the Third Kind) – John Williams
  - La Fièvre du samedi soir (Saturday Night Fever) – Barry Gibb

#### Meilleur film étranger
- Une journée particulière (Una giornata particolare) •  Italie
  - La Vie devant soi •  France
  - Un éléphant ça trompe énormément •  France
  - Cet obscur objet du désir •  France /  Espagne
  - Cría cuervos •  Espagne

### Télévision
Note : le symbole « ♕ » rappelle le gagnant de l'année précédente (si nomination).

#### Meilleure série dramatique
- Racines (Roots)
  - Starsky et Hutch (Starsky and Hutch)
  - Maîtres et Valets (Upstairs/Downstairs)
  - Columbo
  - Family
  - Drôles de dames (Charlie's Angels)

#### Meilleure série musicale ou comique
- All in the Family
  - Laverne et Shirley (Laverne & Shirley)
  - Happy Days
  - Barney Miller
  - The Carol Burnett Show

#### Meilleure mini-série ou meilleur téléfilm
La récompense avait déjà été décernée.
- Raid sur Entebbe (Raid on Entebe)
  - Mary White
  - Something for Joey
  - Just a Little Inconvenience
  - Mary Jane Harper Cried Last Night

#### Meilleur acteur dans une série dramatique
- Edward Asner pour le rôle de Lou Grant dans Lou Grant
  - Peter Falk pour le rôle du lieutenant Columbo dans Columbo
  - James Garner pour le rôle de Jim Rockford dans 200 dollars plus les frais (The Rockford Files)
  - Robert Conrad pour le rôle du Major Gregory "Greg / Pappy" Boyington dans Les Têtes brûlées (Baa Baa Black Sheep)
  - Telly Savalas pour le rôle du Lt. Theo Kojak dans Kojak

#### Meilleure actrice dans une série dramatique
- Lesley Ann Warren pour le rôle de Marja Fludjicki/Marianne dans 79 Park Avenue
  - Leslie Uggams pour le rôle de Kizzy Reynolds dans Racines (Roots)
  - Kate Jackson pour le rôle de Sabrina Duncan dans Drôles de dames (Charlie's Angels)
  - Lindsay Wagner pour le rôle de Jaimie Sommers dans Super Jaimie (The Bionic Woman)
  - Angie Dickinson pour le rôle du sergent Leanne "Pepper" Anderson dans Sergent Anderson (Police Woman)

#### Meilleur acteur dans une série musicale ou comique
(ex-æquo)
- Henry Winkler pour le rôle d'Arthur "Fonzie" Fonzarelli dans Happy Days ♕
- Ron Howard pour le rôle de Richie Cunningham dans Happy Days
  - Carroll O'Connor pour le rôle d'Archie Bunker dans All in the Family
  - Alan Alda pour le rôle de Benjamin Pierce dans M*A*S*H
  - Hal Linden pour le rôle du Capt. Barney Miller dans Barney Miller

#### Meilleure actrice dans une série musicale ou comique
- Carol Burnett pour plusieurs personnages dans The Carol Burnett Show ♕
  - Cindy Williams pour le rôle de Shirley Feeney dans Laverne et Shirley (Laverne & Shirley)
  - Beatrice Arthur pour le rôle de Maude Finley dans Maude
  - Jean Stapleton pour le rôle d'Edith Bunker dans All in the Family
  - Penny Marshall pour le rôle de Laverne DeFazio dans Laverne et Shirley (Laverne & Shirley)
  - Isabel Sanford pour le rôle de Louise Jefferson dans The Jeffersons

### Cecil B. DeMille Award
- Red Skelton

### Miss Golden Globe
- Elizabeth Stack

### Henrietta Award
Récompensant un acteur et une actrice.
La récompense avait déjà été décernée.
- Barbra Streisand
- Robert Redford

## Récompenses et nominations multiples

### Nominations multiples

#### Cinéma
7  : Julia
 6  : Le Tournant de la vie
 5  : Adieu, je reste, Annie Hall
 4  : Star Wars, épisode IV : Un nouvel espoir, New York, New York, La Fièvre du samedi soir
 2  : Equus, Une journée particulière, L'Espion qui m'aimait, Opening Night, Le Grand Frisson, Jamais je ne t'ai promis un jardin de roses

#### Télévision
3 : Happy Days, Laverne et Shirley
2 : Racines, The Carol Burnett Show, Columbo, Drôles de dames, Barney Miller

#### Personnalités
3  : Woody Allen
 2  : John Williams, Steven Spielberg, Henry Winkler, Diane Keaton, Liza Minnelli

### Récompenses multiples

#### Cinéma
4 / 5  : Adieu, je reste
 2 / 2  : Equus
 2 / 6  : Le Tournant de la vie
 2 / 7  : Julia

#### Télévision
2 / 3 : Happy Days

#### Personnalités
Aucune

### Les grands perdants

#### Cinéma
1 / 5  : Annie Hall

#### Télévision
Aucune